# Gelati

Klosteranlage Gelati

Gelati (georgisch გელათი) ist eine Klosteranlage im Westen Georgiens, unweit der Stadt Kutaissi. Das Kloster zählt zu den bedeutendsten Werken georgischer Kunst und zum Weltkulturerbe der UNESCO.

## Kloster und Kathedrale

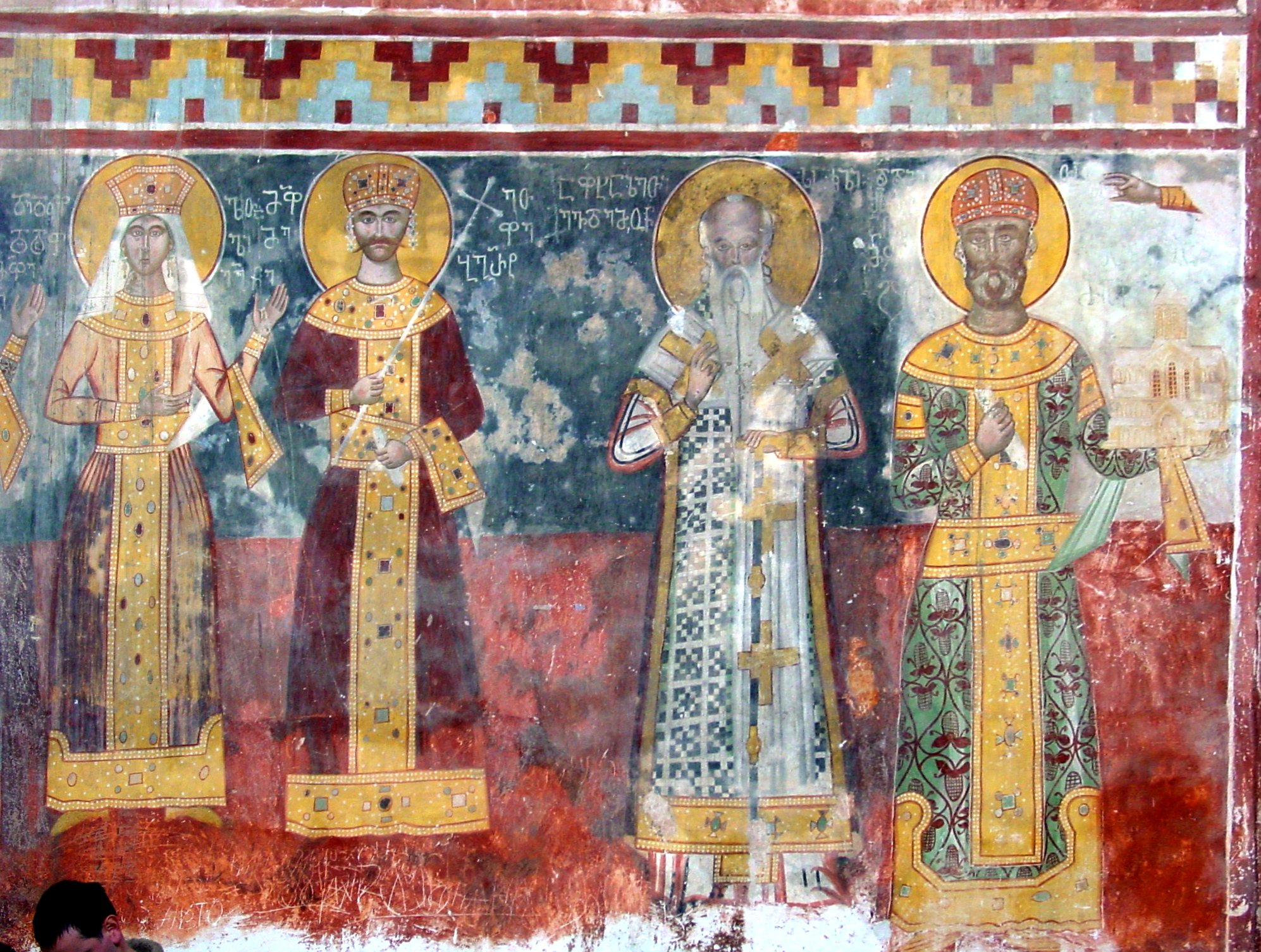
Herrscherportraits an der Nordwand der Gottesmutterkirche, rechts Dawit der Erbauer

Der Name ist vom griechischen Wort Genati („Geburt“) abgeleitet. 
In Gelati sind die bedeutendsten Könige und Königinnen Georgiens, unter anderem Dawit der Erbauer, Königin Rusudan und König Bagrat, begraben. Das Kloster verfügt außerdem über eine bedeutende Sammlung von Handschriften aus dem 12. bis 17. Jahrhundert. Gelati besaß neben den Klöstern Opiza und Tbeti im heutigen Nordosten der Türkei im 12. Jahrhundert die bekannteste georgische Werkstätte für Gold- und Silberschmiedekunst.
Bis zum 16. Jahrhundert war Gelati nur ein Kloster, dann von 1529 bis 1820/2 ein Bischofssitz der Georgischen Orthodoxen Kirche (Katholikat von Abchasien). Der Erzbischof von Gelati wurde Genateli genannt. Die Kathedrale ist der Maria (Mutter Jesu) geweiht.
Die zum Kloster gehörende Akademie von Gelati wurde von Dawit dem Erbauer (König von 1089 bis 1125) 1106 nach dem Vorbild der Akademie von Konstantinopel gegründet. Hier wirkten bedeutende Gelehrte wie Ioane Petrizi und Arsen Iqaltoeli.

## Weltkulturerbe
Wegen der unsachgemäßen Rekonstruktion der mit dem Kloster Gelati gemeinsam in das Weltkulturerbe aufgenommenen Bagrati-Kathedrale, die den Charakter der Gesamtanlage beeinflusst, wurde die Welterbestätte 2010 auf die Liste des gefährdeten Welterbes eingetragen. 2017 wurde die Bagrati-Kathedrale aus der Welterbestätte herausgenommen und das verbliebene Kloster Gelati wieder aus der Liste des gefährdeten Welterbes gestrichen.

## Galerie

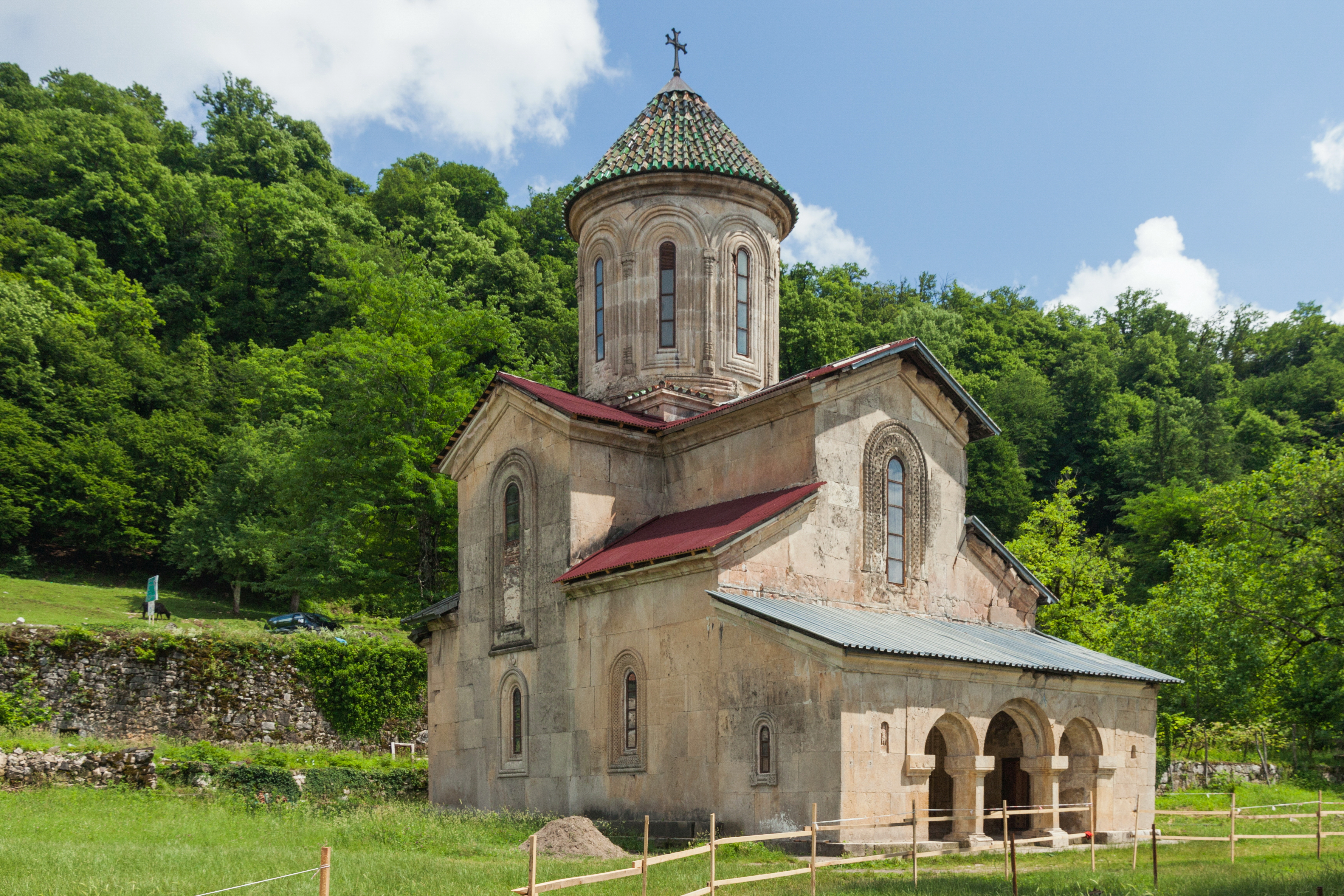
St.-Georgs-Kirche
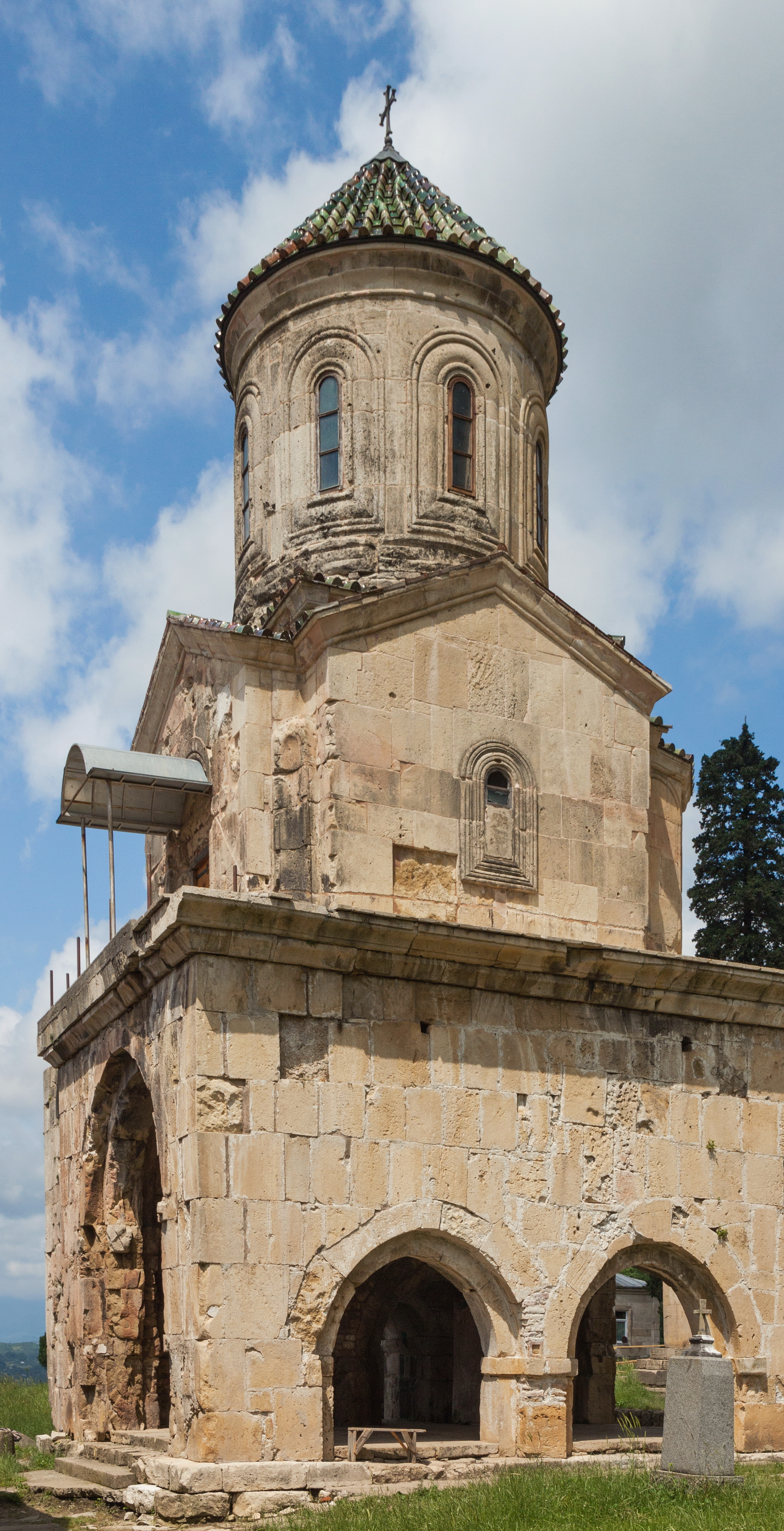
St.-Nikolaus-Kirche
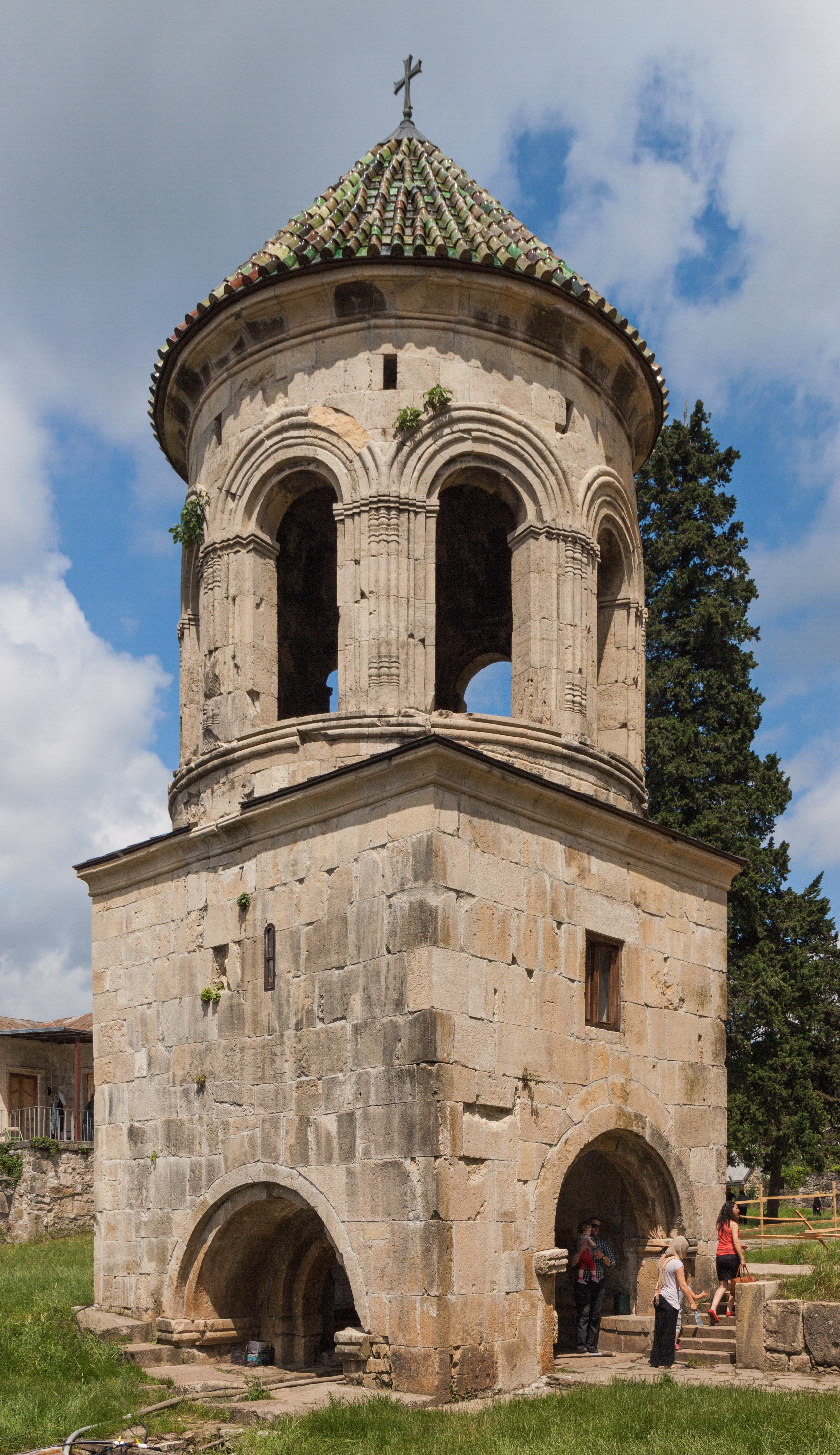
Glockenturm
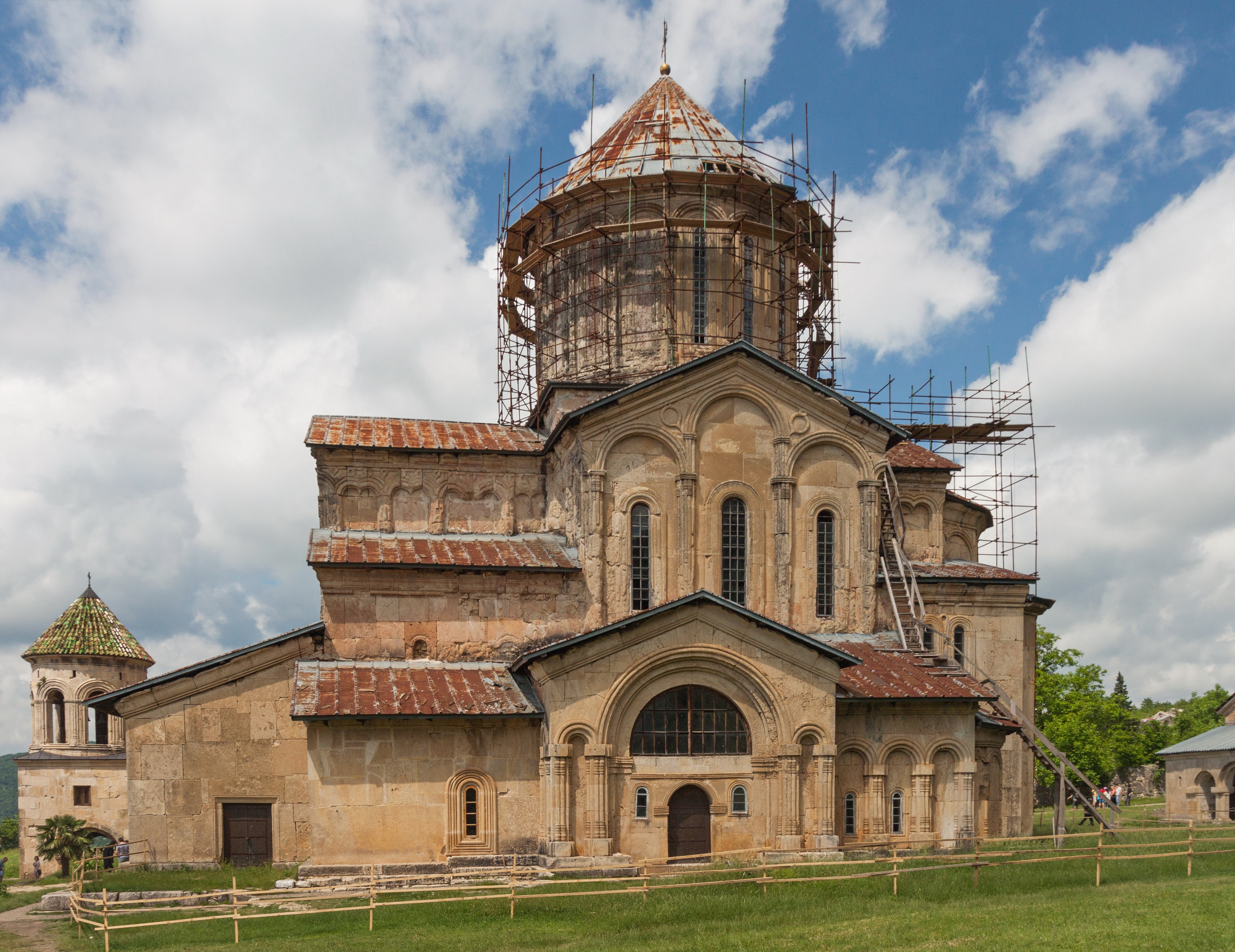
Kathedrale des Entschlafens der seligen Jungfrau Maria
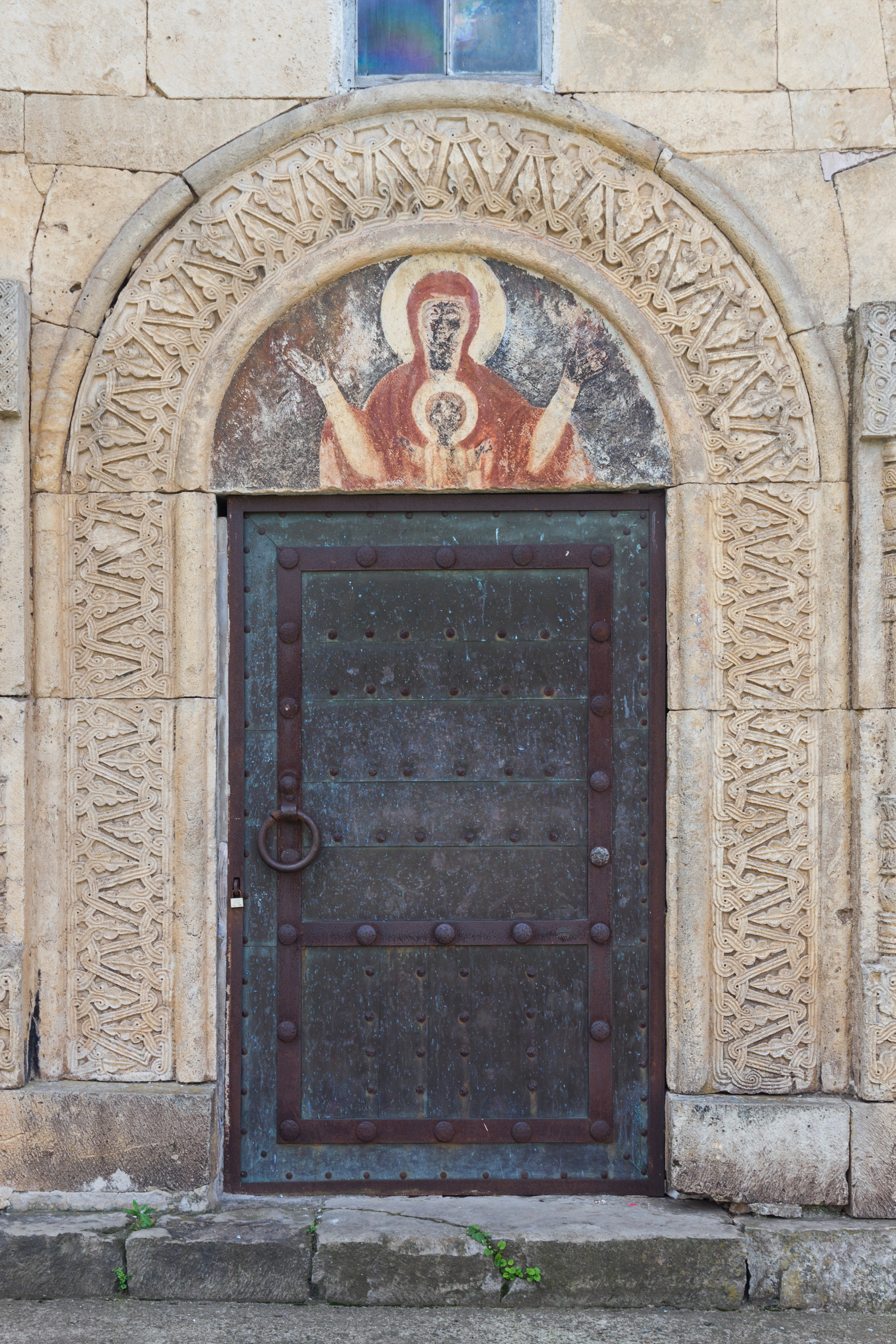
Portal der Kathedrale
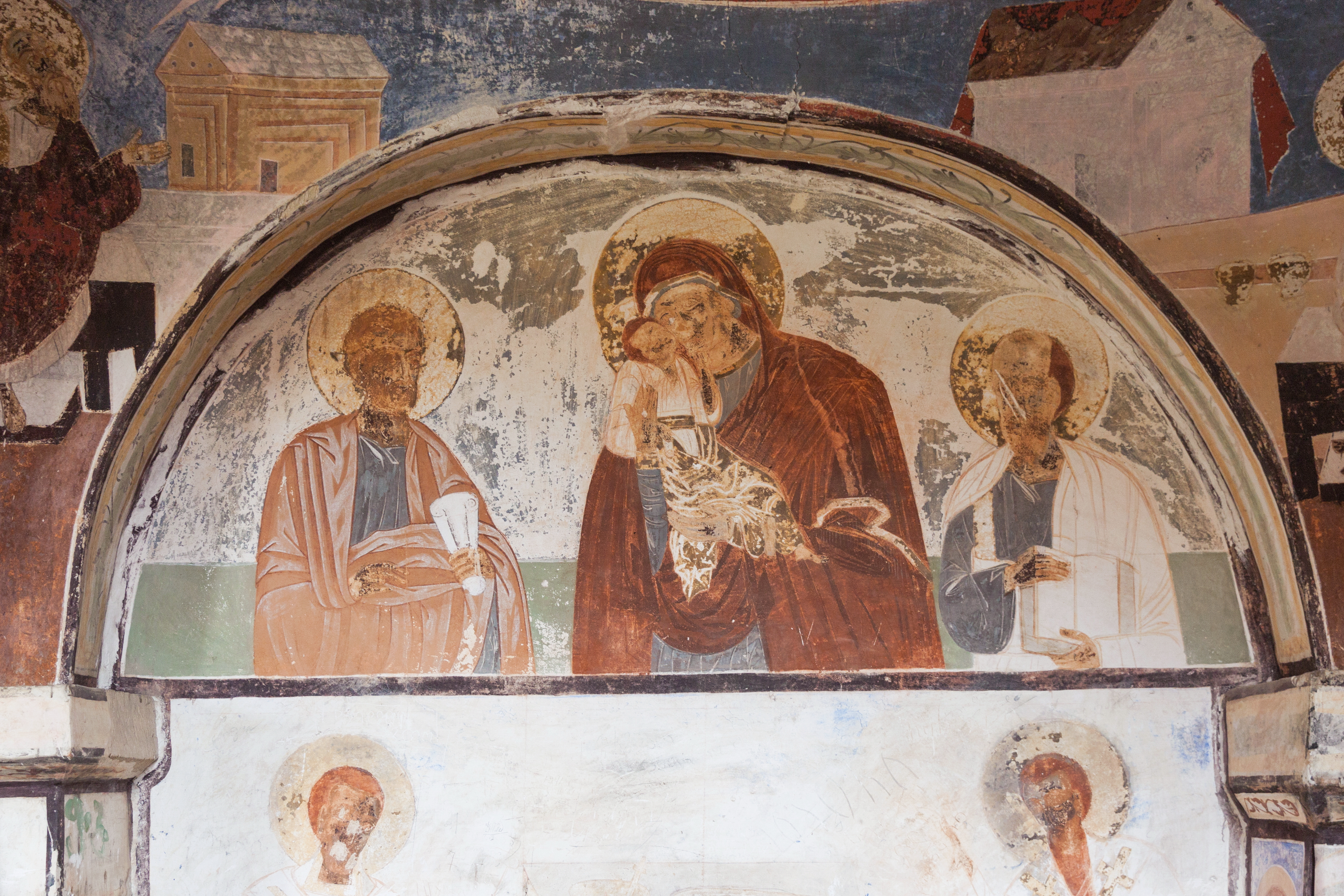
Fresken in der Kathedrale